# Número abundante primitivo

Diagrama de Euler de los números menores de 100, clasificados como abundantes, abundantes primitivos, altamante abundantes, superabundantes, colosalmente abundantes, altamente compuestos, altamente compuestos superiores, extraños y perfectos en relación con su deficiencia y composición de factores

En matemáticas un número abundante primitivo es un número abundante cuyos divisores son todos defectivos.
Por ejemplo, 20 es un número abundante primitivo porque:
1. La suma de sus divisores propios es 1 + 2 + 4 + 5 + 10 = 22, mayor que 20, por lo que 20 es un número abundante.
2. Las sumas de los divisores propios de 1, 2, 4, 5 y 10 son 0, 1, 3, 1 y 8 respectivamente, por lo que cada uno de estos números es un número defectivo.

Los primeros números abundantes primitivos son:
20, 70, 88, 104, 272, 304, 368, 464, 550, 572... (sucesión A071395 en OEIS)
El número abundante primitivo impar más pequeño es 945.
Una definición variante son los números abundantes que no tienen un divisor propio abundante (sucesión A091191 en OEIS). La serie comienza con:
12, 18, 20, 30, 42, 56, 66, 70, 78, 88, 102, 104, 114

## Propiedades
- Todo múltiplo de un número abundante primitivo es un número abundante.
- Todo número abundante es múltiplo de un número abundante primitivo o múltiplo de un número perfecto.
- Todo número abundante primitivo es un número semiperfecto o un número extraño.
- Hay un número infinito de números abundantes primitivos.
- El número de números primitivos abundantes menores o iguales a n es {\displaystyle o\left({\frac {n}{\log ^{2}(n)}}\right)\,.}[3]